# Argentyna na Zimowych Igrzyskach Olimpijskich 1928
Argentynę na Zimowych Igrzyskach Olimpijskich 1928 reprezentowało 10 zawodników (sami mężczyźni). Wystartowali tylko w bobslejach, gdzie w konkurencji załóg pięcioosobowych zajęli 4. i 5. miejsce w stawce 22 zespołów.

## Wyniki
| Osada  | Zawodnicy                                                                         | I przejazd | Miejsce | II przejazd | Miejsce | Łączny czas | Pozycja |
| ------ | --------------------------------------------------------------------------------- | ---------- | ------- | ----------- | ------- | ----------- | ------- |
| ARG-I  | Arturo Gramajo Ricardo Gonzalez Mariano de Maria Rafael Iglesias John Victor Nash | 1:40,1     | 3.      | 1:42,5      | 6.      | 3:22,6      | 4.      |
| ARG-II | Eduardo Hope Jorge del Carril Hector Milberg Horacio Iglesias Horacio Gramajo     | 1:42,3     | 8.      | 1:40,6      | 3.      | 3:22,9      | 5.      |